# Aeroport de Lampedusa
L'Aeroport de Lampedusa és un aeroport a Lampedusa, Itàlia (codi IATA: LMP, codi OACI: LICD). Està situat a uns pocs metres del centre de la ciutat, i assoleix la seva punta trànsit en el període estiuenc, com a resultats dels vols que efectuen algunes línies aèries a l'illa per raons turístiques.

## Línies aèries i destins
- Alitalia (Milà-Linate, Roma-Fiumicino)
  - operat per Mistral air (Catania, Palerm)
- Meridiana (Bologna, Milà–Melpensa, Roma-Fiumicino, Verona)
- Volotea, destí: Venècia